# Massiges
Massiges település Franciaországban, Marne megyében. Lakosainak száma 43 fő (2022. január 1.). Massiges Cernay-en-Dormois, Minaucourt-le-Mesnil-lès-Hurlus, Ville-sur-Tourbe és Virginy községekkel határos.

## Népesség
A település népességének változása:
| Lakosok száma | 84   | 67   | 70   | 49   | 51   | 49   | 49   | 52   | 49   | 43   |
|               | 1968 | 1982 | 1990 | 2006 | 2013 | 2015 | 2017 | 2019 | 2020 | 2022 |